# Anthony Roll

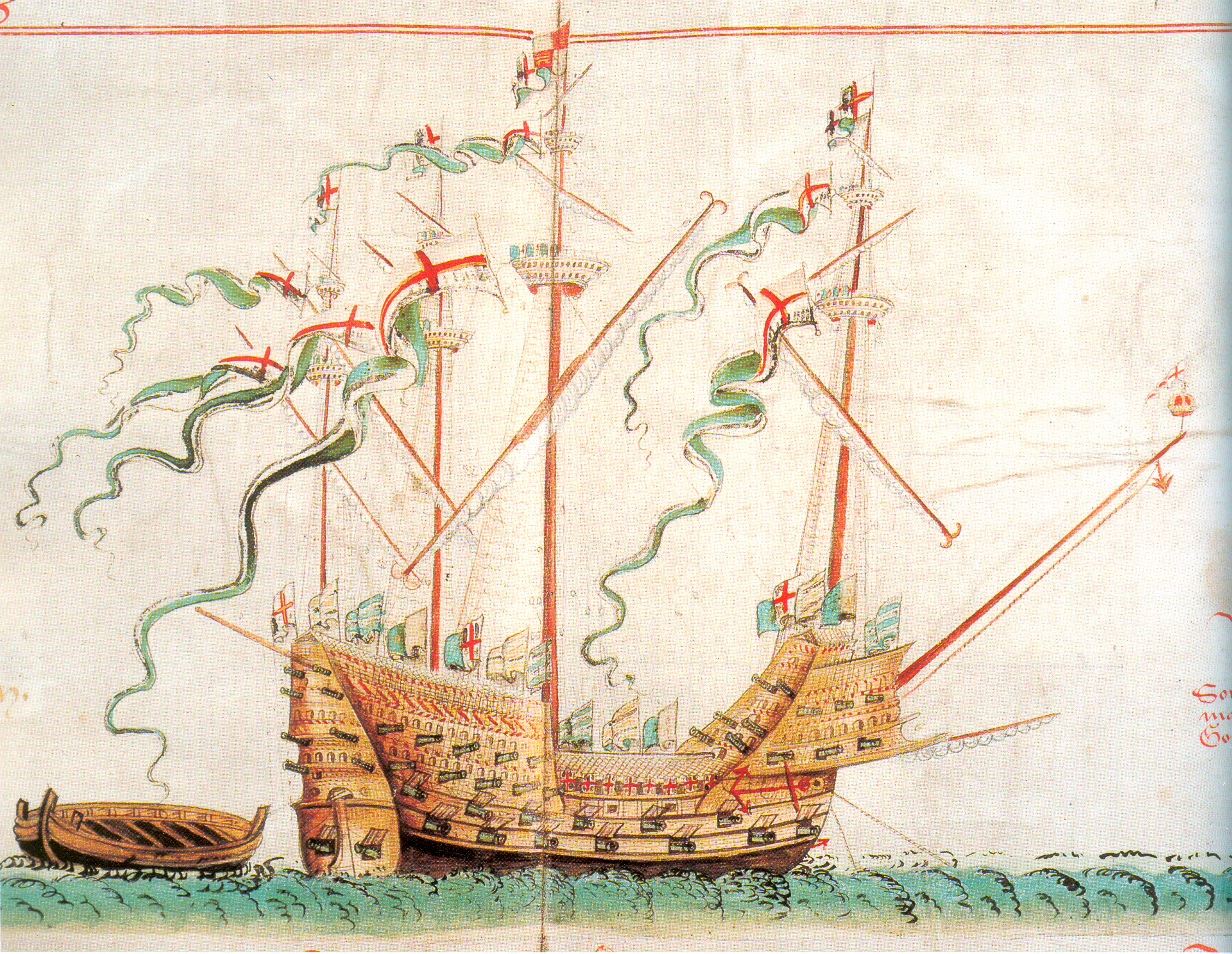

Anthony Roll é um registro de navios da Marinha Inglesa da era Tudor na década de 1540, nomeado em homenagem a seu criador, Anthony Anthony. Ele consistiu inicialmente de três rolos de papel vegetal, representando 58 navios de guerra, juntamente com informações sobre seu tamanho, a tripulação, armamento e equipamento básico. Os rolos foram apresentados ao rei Henrique VIII em 1546, e foram mantidos na biblioteca real. Em 1680, Carlos II de Inglaterra deu dois dos rolos a Samuel Pepys, que eles tinham cortado e feito em um único volume, que está agora na Biblioteca de Pepys no Magdalene College, em Cambridge.